# Skalengesetz
Unter Skalengesetzen oder Skalierungsgesetzen versteht man die Manifestationen von mathematischen Beziehungen der Art
{\displaystyle f(x)=bc^{x}},
d. h. exponentielle Beziehungen, wobei z. B. die Konstante {\displaystyle c} gleich der Eulerschen Zahl {\displaystyle e} sein kann, oder
{\displaystyle f(x)=bx^{c}},
d. h. Potenz- oder polynomiale Beziehungen, wobei {\displaystyle b} und {\displaystyle c} in beiden Fällen reelle Konstanten darstellen. Potenzgesetze sind aufgrund der Natur der Skalentransformationen häufiger anzutreffen als exponentielle Beziehungen: Bei typischen Skalierungen der Koordinaten handelt es sich meist um Transformationseigenschaften homogener Koordinaten, d. h. es geht um die Frage, wie sich die gesamte Systembeschreibung (meist Darstellungen) ändern, wenn man das System skaliert. Exponentielle Beziehungen treten in praktischem Zusammenhang bei Zerfalls- oder Wachstumsvorgängen auf und sind meist metrischer Natur und auf lineare Parameter bezogen wie in der Gruppentheorie kommutativer Generatoren, die allgemeinen Fälle führen sehr schnell zu unübersichtlichen oder unlösbaren Fragestellungen.
Derartige Beziehungen sind in der Natur und Gesellschaft so verbreitet, dass man von einem strukturbildenden Prinzip sprechen kann. Teilweise handelt es sich um rein empirisch gefundene Verteilungen, teilweise konnten diese aber auf eine solide theoretische Basis gestellt werden, so dass im naturwissenschaftlichen Sinne von phänomenologischen Gesetzmäßigkeiten (oder „empirischen Gesetzen“) gesprochen werden kann. Das begründet sich unter anderem darin, dass
{\displaystyle x(t)=ce^{t}}
die Lösung der einfachsten linearen Differentialgleichung
{\displaystyle {\dot {x}}=x}
ist, die einen sich selbst linear beschleunigenden Prozess beschreibt, es gilt
{\textstyle {\ddot {x}}={\dot {x}}=x}
beim Wachstum einer Population ohne Ressourcenbeschränkung.
Skalenbeziehungen, die auf Potenzgesetzen beruhen, sind skaleninvariant aufgrund der Beziehung
{\displaystyle f(ax)=b(ax)^{c}=a^{c}bx^{c}=a^{c}f(x)\propto f(x)}
d. h., dass {\displaystyle f(ax)} proportional {\displaystyle f(x)} ist und sich die Charakteristika von {\displaystyle f} nicht verändern. Exponentielle Beziehungen zeigen diese Skaleninvarianz nicht.

## Beispiele

### Statistik
Benfords Gesetzbesagt, dass die Wahrscheinlichkeit des Auftretens der Ziffern {\displaystyle D} der ersten Stelle von Häufigkeitszahlen, die aus natürlichen Verteilungen gewonnen wurden, der Beziehung {\displaystyle f_{D}=\log(1+1/D)} genügt. D. h., in gut 30 % aller Zahlen findet sich die 1 an der ersten Stelle, in 17 % die 2 usw.

### Biologie
Geoffrey West führt die Universalität von Skalengesetzen in der Biologie auf folgende Punkte zurück:
1. Organismen aller Größenordnungen werden von hierarchisch verzweigten Stoffwechsel-Versorgungsnetzen am Leben erhalten.
2. Diese Netzwerke sind raumfüllend (und oft fraktal).
3. Die Endpunkte dieser Netzwerke sind invariant.
4. Die Evolution hat die Energiedissipation der Organismen minimiert und/oder die Oberflächen maximiert, über die der Ressourcenaustausch stattfindet.

Aus diesen Prinzipien scheinen sich wenigstens die Allometrien mit sehr einfachen Skalengesetzen (die Exponenten tendieren dazu, ganzzahlige Vielfache von 1/4 zu sein) ableiten zu lassen.
Beispiele sind die Beziehungen zwischen
- Metabolismusrate {\displaystyle U} und Körpermasse {\displaystyle M}, auch Gesetz der Stoffwechselreduktion, Gesetz der Reduktion spezifischer Stoffwechselraten oder Allometrie genannt: {\displaystyle U=aM^{b}} mit {\displaystyle b\approx 3/4}
- der Masse der weißen und der grauen Substanz im Säugergehirn
- Baumstammbasisdurchmesser und Gesamtlaubwerkfläche
- Baumstammdurchmesser und der Häufigkeit der Baumexemplare in einem Wald

### Chemie

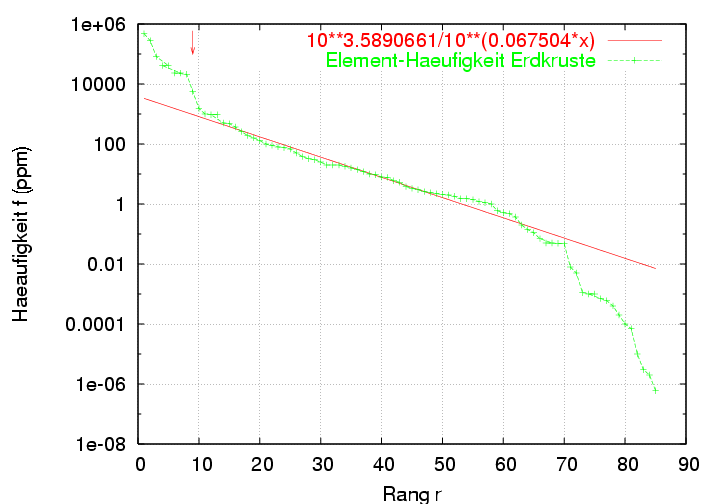
Modernes Goldschmidt-Diagramm

Häufigkeit der chemischen Elemente in der Erdkruste (Goldschmidt-Diagramm)

### Physik
- Stefan-Boltzmann-Gesetz : …
- 1/f-Rauschen: Bei dem 1/f-Rauschen folgt die Amplitudenverteilung des Rausch-Signals einem Skalengesetz, genauer gesagt einem Potenzgesetz: {\displaystyle A(f)=f^{-\alpha }}, wobei {\displaystyle A(f)} die Amplitude zu einer Frequenz {\displaystyle f} bezeichnet, und {\displaystyle \alpha \approx 1}; daher auch die Bezeichnung 1/f-Rauschen (wegen {\displaystyle f^{-1}=1/f}).
- Statistische Physik: Kritisches Verhalten bei Phasenübergängen zweiter Art. Dieses Verhalten, z. B. {\displaystyle M\sim |T-T_{\mathrm {c} }|^{\beta }}, mit der Magnetisierung {\displaystyle M}, der kritischen Temperatur {\displaystyle T_{\mathrm {c} }} und dem kritischen Exponenten {\displaystyle \beta }, ist beschrieben unter Skaleninvarianz.
- Hochenergiephysik: Hier beobachtet man in der Tat ebenfalls sog. kritische Exponenten, die man in der Sprache der Hochenergiephysik als anomale Dimensionen bezeichnet.
- Thomsonsche' Geschwindigkeitsskalierung: Für hohe Energien hängt der Wirkungsquerschnitt für die Elektronenstoßionisation in isoelektronischen Reihen nur noch von {\displaystyle \left({\tfrac {E}{m}}\right)_{\text{Projektil}}} ab.

### Internet
Das Internet ist ein riesiges Netzwerk mit emergenten Phänomenen wie selbstähnlicher Skalierung in den Burst-Mustern seines Datenverkehrs und skalenfreier Struktur in der Verbindungstopologie.

#### Weblogs
Auch andere selbstlinkende Internet-Plattformen wie Weblogs zeigen einen bestimmten Zusammenhang: neue Weblogs linken bevorzugt – d. h. mit höherer Wahrscheinlichkeit – auf schon beliebte Weblogs und machen diese noch beliebter.
Dieser Verlinkungs-Algorithmus ist übrigens auch die Regel für die Erstellung eines skalenfreien Netzes.

### Wirtschaftswissenschaften
Hauptartikel: Pareto-Verteilung : ...